# Daniela De Ridder

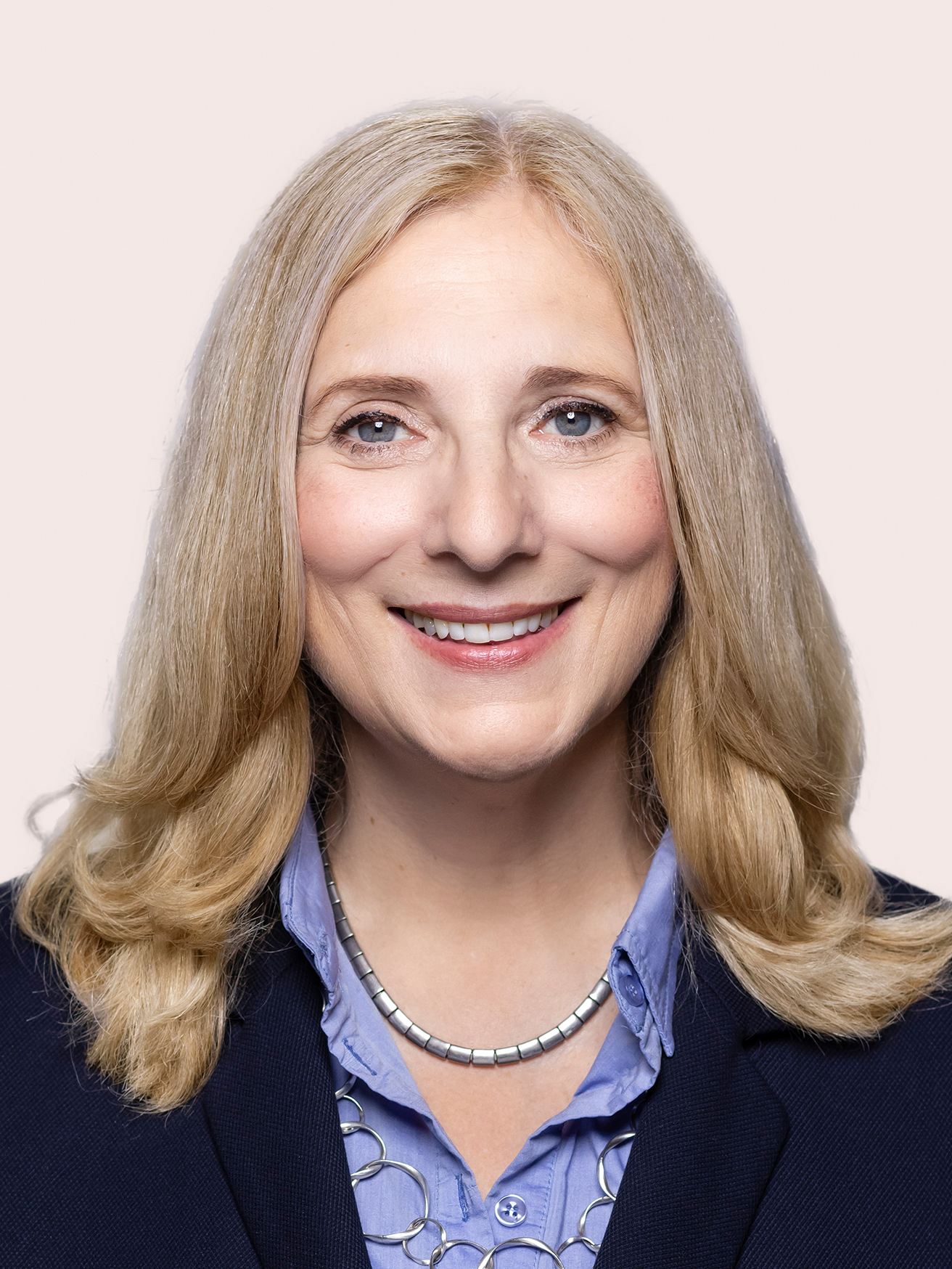
Daniela De Ridder (2021)

Daniela De Ridder (* 27. November 1962 in Kiel) ist eine deutsche Sozial- und Kommunikationswissenschaftlerin und Politikerin (SPD). Sie war von Oktober 2013 – mit einer kurzen Unterbrechung von November 2021 bis Juni 2022 – bis März 2025 Mitglied im Deutschen Bundestag. Bei der Bundestagswahl 2025 verpasste sie den Wiedereinzug ins Parlament.

## Leben
De Ridder verbrachte ihre Kindheit mit ihrem belgischen Vater Jean De Ridder, einem ehemaligen Widerstandskämpfer der belgischen Résistance und Marinekommandanten, und ihrer deutschen Mutter Gisela De Ridder-Blenska überwiegend in Belgien. Wohnhaft war die Familie dabei zunächst in Brüssel, später in Kelmis im deutschsprachigen Teil Belgiens. Sie besitzt neben der deutschen auch die belgische Staatsangehörigkeit.
Nach dem am Königlichen Athenäum in Eupen erworbenen Abitur studierte De Ridder Romanistik, Kunstpädagogik, Sozial- und Kommunikationswissenschaften an der RWTH Aachen, dem Institut Saint-Luc im belgischen Lüttich und an der Georg-August-Universität Göttingen. Promoviert wurde die Sozial- und Wirtschaftswissenschaftlerin an der Universität Osnabrück mit ihrer Doktorarbeit zum Thema „Vom urbanen Sozialraum zur telekommunikativen Stadtgesellschaft“. Sie absolvierte ein Volontariat bei der einzigen deutschsprachigen Tageszeitung in Belgien, dem Grenz-Echo in Eupen.
Sie ist verheiratet und hat zwei Kinder.

## Beruf
De Ridder ist freiberufliche Unternehmensberaterin für Hochschulen, Unternehmen und Kommunen. Ihre Expertise in der Beratung erwarb sie durch die Leitung der Frauen- und Gleichstellungsbüros und als Gleichstellungsbeauftragte an der Universität Göttingen, der Leuphana Universität Lüneburg und Universität Osnabrück sowie an der Stiftung Fachhochschule Osnabrück und der Fachhochschule Nordostniedersachsen. Zudem war sie Wissenschaftlerin am Fachbereich Wirtschafts- und Sozialwissenschaften der Universität Lüneburg sowie im Fachbereich Sozialwesen der Fachhochschule Nordostniedersachsen. Zu ihrem Profil gehören Lehr- und Forschungstätigkeiten in den Feldern Gender Studies, Diversity Management, Familien-, Jugend-, Bildungs-, Stadt- und Regional- sowie Migrationssoziologie. Als Lehrbeauftragte für Hochschulmanagement arbeitete sie an der Hochschule Osnabrück und der Universität Bremen.
Als Sprecherin der Gleichstellungsbeauftragten an Niedersächsischen Stiftungshochschulen sowie der Bundeskonferenz der hochschulischen Gleichstellungsbeauftragten war sie von 2003 bis 2006 tätig. Anschließend war sie Projektleiterin bei CHE Consult in Gütersloh.

## Politik
De Ridder ist seit 1992 Mitglied in der SPD. Von 2008 bis 2011 stand sie der Arbeitsgemeinschaft Sozialdemokratischer Frauen (ASF) im Landkreis Osnabrück vor, von 2009 bis 2011 war sie Beisitzerin im Kreisvorstand der SPD im Landkreis Osnabrück. Im Jahr 2011 trat sie für die SPD im Landkreis Grafschaft Bentheim als Kandidatin für die Landratswahl an. Unterstützt wurde sie dabei auch von der Partei Bündnis 90/Die Grünen sowie vom Bürgerforum Emlichheim. Bei der Landratswahl am 11. September 2011 unterlag sie mit 48,05 Prozent nur knapp ihrem CDU-Gegenkandidaten. Von November 2011 bis August 2014 war De Ridder Kreisvorsitzende der SPD in der Grafschaft Bentheim. Von 2016 bis 2021 war sie Mitglied im Kreistag des Landkreises Grafschaft Bentheim, hier etwa im Kreisausschuss – sowie im Samtgemeinderat und insbesondere im Finanz- und Haushaltsausschuss ihrer Heimatgemeinde Schüttorf. Bei den Bundestagswahlen kandidierte sie stets im Bundestagswahlkreis Mittelems. Bei der Bundestagswahl 2025 unterlag sie dem CDU-Kandidaten Albert Stegemann und konnte auch nicht über die Landesliste erneut in den Bundestag einziehen.

### 18. Legislaturperiode
Bei der Bundestagswahl am 22. September 2013 zog De Ridder über Platz 10 der niedersächsischen Landesliste in den Bundestag ein. In der 18. Legislaturperiode war sie Mitglied im Bundestagsausschuss für Bildung, Forschung und Technikfolgenabschätzung. Dort war sie als Berichterstatterin u. a. zuständig für die Themenfelder „Fachhochschulen in Deutschland“, „Forschung und Entwicklung an kleinen und mittelständischen Unternehmen (KMU)“ sowie für den gesamten Bereich „Gute Lehre“ an Hochschulen. Stellvertretend war sie Mitglied im Bundestagsausschuss für Verkehr und digitale Infrastruktur. Ebenfalls engagierte sich De Ridder im Stiftungsrat „Deutsche Stiftung Friedensforschung“ und war stellvertretende Vorsitzende der deutsch-belgisch-luxemburgischen Parlamentariergruppe.
In der SPD-Bundestagsfraktion fungierte sie als Mitglied in der Arbeitsgruppe Demografischer Wandel, Migration und Integration sowie als stellvertretende Projektleiterin für „#NeueChancen – Wertschätzung für Bildung und Arbeit“.

### 19. Legislaturperiode
De Ridder zog bei den Bundestagswahlen am 24. September 2017 über den 4. Listenplatz der niedersächsischen SPD erneut in den Bundestag ein. Sie war bis Oktober 2021 Mitglied und stellvertretende Vorsitzende des Auswärtigen Ausschusses. Sie war außerdem Mitglied und stellvertretende Vorsitzende im Unterausschuss für zivile Krisenprävention, Konfliktbearbeitung und vernetztes Handeln und stellvertretende Vorsitzende der Deutsch-Französischen Parlamentariergruppe. Zudem war De Ridder im Ausschuss für Verkehr und digitale Infrastruktur als stellvertretendes Mitglied vertreten. Des Weiteren war sie:
- Ordentliches Mitglied in der AG Kommunalpolitik
- Ordentliches Mitglied in der Parlamentarischen Versammlung der OSZE
- Ordentliches Mitglied im Interfraktionellen Auswahlgremium des Deutschen Bundestages für das Gästeprogramm der Bundesrepublik Deutschland
- Ordentliches Mitglied in der Parlamentariergruppe BENELUX
- Stv. Mitglied im Parlamentarischen Beirat für nachhaltige Entwicklung
- Stv. Mitglied im Verwaltungsrat des Deutsch-Französischen Jugendwerkes
- Stv. Mitglied in der Interparlamentarischen Union

De Ridder rief im Deutschen Bundestag den Arbeitskreis „Regionale Strukturentwicklung“ ins Leben und gründete den überfraktionellen Parlamentskreis "Frauen in der Außenpolitik".

### 20. Legislaturperiode
Für die Bundestagswahl 2021 wurde De Ridder für den Listenplatz 24 der SPD Niedersachsen aufgestellt. Mit diesem Listenplatz und einem Erststimmergebnis von 29,2 % gelang ihr der Wiedereinzug in den Deutschen Bundestag zunächst nicht. Nachdem Yasmin Fahimi zur DGB-Vorsitzenden gewählt worden war und ihr Bundestagsmandat niedergelegt hatte, rückte De Ridder am 3. Juni 2022 über die Landesliste für sie in den Bundestag nach.  De Ridder ist seit 21. Juni 2022 ordentliches Mitglied im Ausschuss für Ernährung und Landwirtschaft, stellvertretendes Mitglied im Ausschuss für Bildung, Forschung und Technikfolgenabschätzung sowie Mitglied in der Parlamentarischen Versammlung der Organisation für Sicherheit und Zusammenarbeit in Europa (OSZE PV).
In ihrer Funktion als Berichterstatterin für „Agrarsoziales“ und „Internationale Angelegenheiten“ in der Arbeitsgruppe für Ernährung und Landwirtschaft ist sie zuständig für die Themen „Agrarökologie“, „Frauen in der Landwirtschaft“, „Berufe, Ausbildung und Arbeitsbedingungen in der Landwirtschaft“, „Agrarsoziales“, „Internationaler Handel und Agrarexporte“, „Lieferketten“ und „Europäische Agrarpolitik“.
Darüber hinaus wurde De Ridder am 4. Juli 2023 zur Vize-Präsidentin der Parlamentarierversammlung der OSZE gewählt. Von Juli 2022 bis Juli 2023 war sie Sonderbeauftragte für Osteuropa bei der OSZE PV. Seit September 2023 ist De Ridder Vorsitzende des Ad-hoc-Komitees für Migration der OSZE PV.
Des Weiteren war sie in der OSZE PV:
- Präsidentin der SDSP-Gruppe in der OSZE PV
- Mitglied der Ad Hoc-Kommission Ukraine in der OSZE PV

Im Bundestag war sie ferner ordentliches Mitglied in den folgenden Arbeitsgruppen und Kommissionen:
- AG Migration und Integration
- Deutsch-Französische Parlamentariergruppe
- Deutsch-Belgische Parlamentariergruppe
- Deutsch-Zentralasiatische Parlamentariergruppe
- Parlamentskreis feministische Außenpolitik
- Parlamentskreis Libanon
- Parlamentskreis Hongkong
- Freundschaftsgruppe demokratisches Belarus
- Gesprächskreis Osteuropa

## Mitgliedschaften
De Ridder ist Mitglied bei der Arbeiterwohlfahrt, der Katholischen Arbeitnehmer-Bewegung, der Osnabrücker Friedensgespräche, des Förderkreises der Städtischen Galerie Nordhorn, der Kunsthalle Lingen, des Meppener Kunstkreises, der Kunstvereine Nordhorn und der Grafschaft Bentheim sowie im Kreislandfrauenverband Grafschaft Bentheim. Sie hat Patenschaften für das Mehrgenerationenhaus „Senfkorn“ in Emlichheim und das DRK-Mehrgenerationenhaus in Nordhorn sowie für die Grundschule Auf dem Süsteresch in Schüttorf als Schule gegen Rassismus übernommen.

## Auszeichnungen und Orden
- Ritterordens der Französischen Ehrenlegion (2021)
- Großoffizierin des Leopoldsordens (2017)
- Promotionspreis von Arbeit und Leben (2006)
- Auszeichnung der deutschsprachigen Gemeinschaft Belgiens

## Publikationen (Auswahl)
- Gemeinsamer Kampf gegen Pandemien und Kriege: Wissenschaftsdiplomatie muss eine Antwort auf Corona sein. In: Tagesspiegel vom 27. März 2020
- Die gestiegenen Abbrecherquoten an Fachhochschulen senken. In: Tagesspiegel vom 20. Juli 2017.
- Medizinstudium. Studieren mit Risiken und Nebenwirkungen. In: Tagesspiegel vom 28. Juni 2016.
- mit Bettina Jorzik (Hrsg.): Kernelemente eines Diversity-Audits für Hochschulen. Essen 2012.
- Wie kommt mehr "Familie" in die "Work-Life-Balance"? – Familienorientierung in der medizinischen Aus-, Weiterbildung und Berufstätigkeit. In: GMS Zeitschrift für Medizinische Ausbildung, ISSN 1860-3572, 2012.
- Diversity Management – Herausforderungen für das Hochschulmanagement? In: Österreichische Qualitätsagentur / Austrian Agency for Quality Assurance (AQA) (Hrsg.): Personalmanagement als Schlüssel zur nachhaltigen Hochschulentwicklung. Wien 2011.
- Hochschulstandort mit großem Potential. FAZ Beilage „Wirtschaftsstandort NRW“, 30. Juni 2010.
- From Cost to Benefit? Zur wachsenden Relevanz von Gleichstellungsmanagement an Hochschulen. In: Christian Berthold, Günter Scholz, Hanns N. Seidler, Brigitte Tag (Hrsg.): Handbuch Praxis Wissenschaftsfinanzierung. B 2.6. Berlin 2009.
- mit Uwe Brandenburg, Stefanie Seifert, Ruth Schwerdtfeger: Diversity in neighbouring countries of Germany. Gütersloh 2009.
- mit Christian Berthold: Interne Zielvereinbarungen als hochschulisches Steuerungsinstrument. In: Berthold, Christian / Scholz, Günter / Seidler, Hanns H. / Tag, Brigitte Tag (Hrsg.): Handbuch Praxis Wissenschaftsfinanzierung. Berlin 2008.
- Berufungsverhandlungen an Fachhochschulen. Verhandlungsgegenstand, -inhalt und -strategien. In: Christian Berthold / Günter Scholz / Hanns. H. Seidler / Brigitte Tag (Hrsg.): Handbuch Praxis Wissenschaftsfinanzierung. 2007.
- Studieren mit Kind – eine Initiative von Universität, Studentenwerk und Stadt Osnabrück. Osnabrück 2007.
- Vom urbanen Sozialraum zur telekommunikativen Stadtgesellschaft. Frankfurt 2006.
- KOMET – Kompetenz und Orientierung durch Mentoring, Empowerment und Transfer. Osnabrück 2006.
- mit Olga Palandt: Kindercampus an der FH Osnabrück. Osnabrück 2006.